# Hans Constantin von Zwierlein

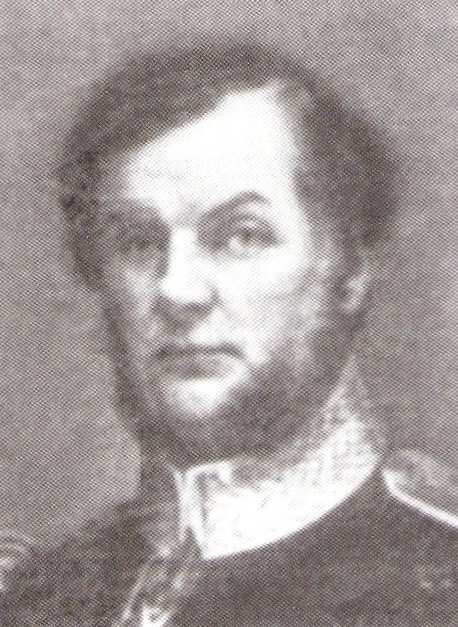
Hans Constantin von Zwierlein

Hans Constantin Friedrich Ludwig Freiherr von Zwierlein (* 21. Oktober 1802 in Wetzlar; † 1. April 1863 in Geisenheim) war ein Diplomat, Jurist, nassauischer Gutsherr und Politiker und ehemaliger Abgeordneter der Landstände des Herzogtums Nassau.

## Familie
Hans Constantin von Zwierlein stammte aus dem Adelsgeschlecht Zwierlein. Seine Eltern waren der Freiherr Hans Carl von Zwierlein (* 3. Januar 1768 in Wetzlar; † 9. Juni 1850) und dessen erste Ehefrau Maria Magdalena, geborene von Gülich (* 10. Juli 1772; † 5. Januar 1843), eine Schwester des Juristen Philipp Jacob von Gülich.
Verheiratet war er mit Louise Schenk zu Schweinsberg (* 5. Oktober 1809; † 18. November 1840). Das Paar hatte zwei Söhne:
- Hans Ludwig Georg (* 16. April 1835; † 26. Juni 1886) ⚭ 1871 Josephine Höß (1845–1912)
- Friedrich Salentin Hans Ludwig (* 21. Juli 1840)

## Leben
Er besuchte 1817 bis 1820 das Gymnasium Philippinum Weilburg und studierte dann 1820 bis 1823 Rechtswissenschaften an den Universitäten Tübingen, Bonn und Göttingen und schloss das Studium mit der Promotion zum Dr. jur. ab. 1824 bis 1829 war er Akzessist im nassauischen Staatsministerium. 1826 wurde er zum Kammerjunker ernannt. Von 1929 bis 1833 war er Assessor bei der Landesregierung und 1833 bis 1842 Regierungsrat. 1836 erhielt er die Ernennung zum Kammerherren und 1842 wurde er zum Geheimen Regierungsrat befördert. Ab 1848 arbeitete er als Diplomat. Von 1844 bis 1848 war er bevollmächtigter Minister in Darmstadt und 1852 bis 1836 nassauischer Gesandter.
Zwischen 1846 und 1848 sowie 1855 bis 1862 war er Mitglied der Herrenbank bzw. ersten Kammer der Landstände des Herzogtums Nassau. 1857 bis 1858 war er Präsident der ersten Kammer. 1848 war er Mitglied des Frankfurter Vorparlaments.